# Mêves Gama
Mêves Gama (João Pessoa, 8 de dezembro de 1939 — Recife, 6 de dezembro de 1999) foi uma cantora brasileira cujo estilo variava de frevo à MPB, e considerada uma das mais belas vozes da Era de Ouro do Rádio.
Foi casada com o jornalista, radialista, humorista e compositor Luiz Queiroga, e era mãe do músico, escritor e publicitário Lula Queiroga, das cantoras Nena Queiroga e Mevinha Queiroga, dobaterista Tostão Queiroga, avó do compositor e produtor musical Yuri Queiroga,  da cantora Ylana e do cantor Peu Queiroga.
Deu início a sua carreira profissional em 1957, interpretando o frevo-canção Segure o seu Homem, composto por Capiba.